# 掃除之者
掃除之者（そうじのもの）は、江戸幕府における職名の1つ。御掃除之者とも書かれる。掃除之者には、吹上掃除之者（ふきあげそうじのもの）・浜御殿掃除之者（はまごてんそうじのもの）・桜田御用屋敷掃除之者（さくらだごようやしきそうじのもの）・紅葉山掃除之者（もみじやまそうじのもの）などもおり、それらもこの頁で扱う。

## 概要
江戸城内の御殿の清掃を主な任務とした役職である。他に走り使いや物資の運搬にも従事した。目付の支配で、御中間・御小人・御駕籠之者・黒鍬之者とともに五役（ごやく）と呼ばれる職である。役高は10俵1人扶持。譜代席で白衣勤めであった。
定員は時代によって変わったが、約180人前後で時代によっては200人以上だったこともある。これを3つの組に分け、組ごとに組頭を置き、これを3人の掃除之者頭（そうじのものかしら）が統括していた。世襲制だが、病気などで勤務できない者は小普請に編入されて目付支配無役とされた。病気が回復し、職務に支障が無くなれば、依願して再び元の職に就いた。
掃除之者頭は、御目見以下の譜代席で役高100俵の持高勤め。慶応3年（1867年）11月から勤金20両が支給されるようになった。目付支配で、五役の頭の1つ。焼火之間詰めの裃役。当初は小人目付だった者がこの職に就いたが、後に目付支配無役世話役（小普請役）・学問所上番・評定番・表火之番から補任されるようになった。掃除之者頭に就いた者は、後に勘定や火之番組頭、御添番などに昇進した。
掃除之者組頭は、掃除之者の中で勤功のあった者が就任した。譜代席で、30俵4人扶持を支給。定員数は無かった。
吹上御殿・浜御殿・桜田御用屋敷・紅葉山・千駄ヶ谷焔硝蔵にも掃除之者は配され、それぞれ俸禄や身分は異なっていた。

## 沿革
幕府が開かれた当初から設置されていた職。
寛文4年（1664年）12月に掃除之者50人が新規抱えとなり、計120人となる。
享保16年（1731年）5月に183人に増員。
宝暦10年（1760年）部屋住みである次男・三男の者から8人が掃除之者に加えられる。
文化11年（1814年）7月、10年以上勤務した抱席（かかえせき）の者は、譜代席とされた。

## 吹上掃除之者
吹上奉行の配下で、吹上御庭を掃除する役職。若年寄支配で御目見以下、持高勤で抱席。組頭は役扶持として3人扶持、役金の格で銀1枚を支給された。定員47名で、その中から組頭が選ばれた。

## 浜御殿掃除之者
浜御殿奉行の配下で、浜御殿の清掃をする役職。若年寄支配で御目見以下、持高勤で抱席。13俵の持高の他に1人扶持と手当金3分が支給された。大手御門と中の御門の間にある長屋を拝領された。定員は19名で、その中に吹上物書役が1人含まれていた。吹上物書役は勤金3両、仮抱入は3両2人扶持であった。

## 桜田御用屋敷掃除之者
江戸城内にある桜田御用屋敷の清掃を行う役職。目付支配で掃除之者頭の配下。御目見以下で10俵1人扶持、譜代准席で定員は3名。

## 紅葉山掃除之者
徳川家康の廟である東照宮や、歴代将軍の霊廟のある紅葉山の清掃を受け持つ役職。正徳4年（1714年）5月12日に設置。13俵1人扶持で、抱席の御家人が就任。掃除之者頭の支配を受ける。当初は定員10名だったが、後に70名に増員。20名が紅葉山御宮（東照宮）に、50名が各将軍の廟所に配属された。御宮付の者には金2分、廟所の清掃を兼帯する者には金1両が別途に支給された。
組頭は在任者の中から選ばれ、70名の紅葉山掃除之者を統括した。組頭は若年寄支配で、30俵2人扶持、御目見以下で抱席であった。江戸時代初期には紅葉山掃除頭とも呼ばれていた。